# Pseudorhaphitoma multigranosa
Pseudorhaphitoma multigranosa é uma espécie de gastrópode do gênero Pseudorhaphitoma, pertencente a família Mangeliidae.